# Diidroergotamina
La diidroergotamina è un farmaco ed agente alcaloide derivato 9,10alfa-diidroergotamina dell'ergotamina ed utilizzato nel trattamento acuto dell'emicrania e dell'emicrania a grappolo.
È stata storicamente utilizzata nel trattamento dell'emicrania fin dal Medioevo, e come farmaco dal 1926, ma è limitata da scarsa tollerabilità a causa di notevoli effetti collaterali come nausea, vomito ed effetti cardiovascolari. Per questo motivo sono stati effettuati tentativi per sintetizzare composti con la stessa efficacia ma con un migliorato profilo di sicurezza e minori effetti collaterali.
La molecola è stata sintetizzata da Stoll e Hofmann nel 1943 ed è stata la 45ª modifica sperimentale, da cui la formulazione originale per via endovenosa è stata marchiata come D.H.E.45. Questa molecola modificata è più potente dell'ergotamina come antagonista alfa-adrenergico (ma meno potente come vasocostrittore arterioso) da cui è derivata e provoca meno nausea e vomito.
La diidroergotamina è stata originariamente concepita come agente antipertensivo, ma in seguito è stato dimostrato che è altamente efficace nel trattamento dell'emicrania presso la Mayo Clinic. La diidroergotamina ha una struttura chimica simile a molti neurotrasmettitori naturali come ad esempio adrenalina, norepinefrina, dopamina e serotonina, legandosi quindi ad un'ampia gamma di recettori.
La diidroergotamina è stata approvata nel 1946 come uno dei primi farmaci dell'era post-seconda guerra mondiale e continua ad essere una scelta oggi per l'emicrania acuta, lo status migrainosus e l'emicrania a grappolo, ma ad oggi il suo utilizzo è in gran parte stato sostituito dai triptani nella terapia attuale a causa della maggiore selettività di questa classe e del profilo degli effetti collaterali più favorevole.
Recentemente sono stati apportati miglioramenti nella progettazione dei dispositivi di somministrazione intranasale, consentendo una maggiore somministrazione della soluzione di diidroergotamina nella cavità nasale superiore, ricca di vascolarizzazione. La tecnologia di somministrazione intranasale di precisione recentemente approvata sviluppata da Impel Neuropharma è stata correlata a un aumento di 3 volte nella concentrazione plasmatica massima e di 4 volte nell'Area under the curve, nonostante la soluzione sia formulata al 75% della potenza del prodotto intranasale esistente.
Il farmaco è disponibile in diverse forme farmaceutiche come spray nasale, soluzione orale, capsule rigide e per iniezione parenterale.

## Farmacologia

### Indicazione d'uso
La diidroergotamina in tutte le formulazioni è indicata per il trattamento acuto dell'emicrania con o senza aura negli adulti. Il farmaco somministrato per via endovenosa è anche indicato per il trattamento acuto degli episodi di emicrania a grappolo.
La diidroergotamina non è indicata per la prevenzione dell'emicrania o la gestione dell'emicrania emiplegica o basilare.

### Farmacodinamica
La diidroergotamina è indicata per il trattamento acuto delle emicranie con o senza aura e per il trattamento acuto degli episodi di emicrania a grappolo. Si ritiene che eserciti il suo effetto terapeutico attraverso meccanismi sia neurologici che vascolari. La sua attività agonista della serotonina potrebbe contribuire a ridurre l'attività glutamatergica del sistema trigeminale e la successiva depolarizzazione corticale, che si pensa partecipi alla patofisiologia neurologica dell'emicrania. La stessa attività agonista della serotonina contribuisce anche alla vasocostrizione, producendo sia l'effetto collaterale caratteristico dell'oppressione al petto che potrebbe contribuire a un effetto terapeutico contrastando la vasodilatazione dovuta al rilascio del peptide correlato al gene della calcitonina negli attacchi di emicrania.

### Meccanismo d'azione
La diidroergotamina ha diversi meccanismi proposti che potrebbero contribuire alla sua efficacia terapeutica come terapia abortiva nelle emicranie. In primo luogo, l'azione agonista della diidroergotamina sui recettori 5-idrossitriptamina (5HT) 1b nel muscolo liscio della vascolarizzazione cranica potrebbe fornire sollievo attraverso la vasocostrizione dei vasi sanguigni, che di solito si dilatano a causa del rilascio di CGRP durante gli attacchi di emicrania. L'azione fuori bersaglio della diidroergotamina sui recettori alfa-adrenergici potrebbe ulteriormente contribuire attraverso questo meccanismo. Gli altri meccanismi sono ritenuti fornire sollievo attraverso gli effetti sulle cause neurogeniche dei sintomi dell'emicrania. L'azione agonista della diidroergotamina sui recettori 5-HT1b e 5-HT1d inibisce la segnalazione nocicettiva attraverso il talamo ventroposteromediale verso i neuroni sensoriali trigeminici. Un'ulteriore azione su recettori 5-HT1b e 5-HT1d con l'aggiunta dell'attività agonista su 5-HT1f nel nucleo caudale del trigemino diminuisce la segnalazione afferente ai neuroni sensoriali trigeminici, che contribuisce alla sensibilizzazione centrale. Il successo di composti sperimentali che mirano selettivamente al recettore 5-HT1f supporta questo meccanismo. Infine, l'azione sui recettori 5-HT1d sulle terminazioni nervose del nervo trigemino inibisce il rilascio di neuropeptidi vasocoattivi ritenuti contribuire al dolore e all'infiammazione durante un attacco di emicrania. Si sa che la diidroergotamina ha una potenza 10 volte inferiore sul recettore 5-HT1b rispetto alla sua predecessora ergotamina, il che riduce l'incidenza degli effetti collaterali vascolari.5 Va notato che la diidroergotamina si diffonde lentamente dai recettori, dando luogo a una previsione poco affidabile degli effetti dalla concentrazione plasmatica.

### Assorbimento
La diidroergotamina viene assorbita in modo erratico attraverso l'intestino con una percentuale di assorbimento che varia dal 10 al 60% e un'estremamente scarsa biodisponibilità orale (0,07-0,14%), e quindi questa molecola è limitata a vie di somministrazione non orali. La somministrazione per via endovenosa è particolarmente efficace nel trattamento dell'emicrania acuta e ha un'elevata percentuale di risposta.
Quando somministrata per via intranasale, ha una biodisponibilità di circa il 40% con un Tmax di 30-60 minuti. Le formulazioni orali sono state in gran parte inefficaci a causa di una biodisponibilità del 1% dovuta a un elevato grado di metabolismo di primo passaggio. Sia la somministrazione intramuscolare che intravenosa produce una biodisponibilità del 100% con un Tmax rispettivamente di 1-2 minuti e 24-34 minuti.

#### Volume di distribuzione
La diidroergotamina ha un volume di distribuzione allo stato stazionario di 800 L.

#### Legame alle proteine
Il farmaco è legato al 93% alle proteine plasmatiche.

### Metabolismo
La diidroergotamina viene metabolizzata nel fegato in quattro metaboliti identificati. L'8'-β-idrossi diidroergotamina è il principale metabolita ed è attivo con equipotenza per i recettori adrenergici e 5-HT. L'8'-β-idrossi diidroergotamina è presente a concentrazioni plasmatiche 5-7 volte superiori a quelle della diidroergotamina. I rimanenti metaboliti, l'acido diidrolisergico, l'ammina diidrolisergica e un quarto metabolita formato attraverso l'apertura ossidativa dell'anello prolinico, sono considerati metaboliti minori. Dopo l'amministrazione intranasale, è stato riscontrato che i metaboliti rappresentano il 20-30% dell'AUC plasmatica.

#### Via di eliminazione
Il farmaco viene principalmente eliminato attraverso il metabolismo epatico seguito dall'escrezione biliare. Il 6-7% di una singola dose intramuscolare è escreto nelle urine.

#### Emivita
La diidroergotamina presenta un'eliminazione bifasica con emivite di 0,7-1 h e 10-13 h.

#### Clearance
La clearance totale della diidroergotamina è di 1,5 L/h, con una clearance renale che contribuisce per 0,1 L/h.

### Tossicità
I sintomi da sovradosaggio includono intorpidimento, formicolio, dolore e cianosi delle estremità associati a polsi periferici ridotti o assenti; depressione respiratoria, ipertensione o ipotensione, confusione, delirio, convulsioni e coma, nausea, vomito e dolore addominale. In caso di sovradosaggio, dovrebbe essere applicato calore alle aree interessate e somministrati farmaci vasodilatatori. I centri antiveleni locali dovrebbero essere contattati per informazioni dettagliate sulla gestione nei casi di sovradosaggio da ergotamina.